# Jorge Alves Bezerra
Dom Jorge Alves Bezerra, S.S.S. (São João de Meriti, 23 de abril de 1955) pertencente à Congregação do Santíssimo Sacramento é o atual bispo da Diocese de Paracatu, ordenado bispo em 10 de agosto de 2008 para a Diocese de Jardim e transferido para a Diocese de Paracatu em 7 de novembro de 2012.